# Mättitalgletscher
Der Mättitalgletscher, auch Rämigletscher genannt, ist ein kleiner Gletscher, der von der Nordflanke des Hillehorns ins Mättital im Wallis, Schweiz fliesst. Sein Nährgebiet liegt auf 2950 m und seine Zunge endet im Tal auf etwa 2500 m. Der unterste Zungenteil ist infolge starker Abschmelzung vom Gletscher abgetrennt.